# Cmentarz staroobrzędowców w Kadzidłowie
Cmentarz staroobrzędowców w Kadzidłowie – czynny cmentarz staroobrzędowy zlokalizowany na terenie wsi Kadzidłowo w gminie Ruciane-Nida, w województwie warmińsko-mazurskim. Jest jedną z ośmiu nekropolii staroobrzędowych, które istnieją na terenie Puszczy Piskiej.  
Pierwsi staroobrzędowcy osiedlili się w Kadzidłowie (zakładając tę wieś) wiosną 1832 (była to rodzina Fiodora Iwanowa Czujowa). W 1842 w Kadzidłowie zamieszkiwało już czternaście osób. Cmentarz założono, zgodnie z tradycją religijną filiponów, poza zwartą zabudową wsi, przy lesie. Najstarsze krzyże nagrobne nie zachowały się do dziś ponieważ religia starowierców nie pozwala na podnoszenie i reperację starych, przewróconych lub uszkodzonych krzyży z drewna. Prawdopodobnym miejscem pierwszych pochówków są zachowane dwa okazałe żywotniki (tuje). Zachowane groby ziemne (38 pochówków) zwrócone są w kierunku wschodnim. Ośmioramienne krzyże wykonano z lastryko i wyryto na nich napisy częściowo łacińskie, a częściowo cyrylickie. Ostatni pochówek odbył się w 1994 (Sinaida Wróbel, zm. 17 czerwca 1994).
Obiekt znajduje się w gminnej ewidencji zabytków gminy Ruciane-Nida. 